# 모리요시정
모리요시정 (모리요시마치)(森吉町) 아키타현 기타아키타군 중앙부에 위치하고 있던 도시였다. 2005년 3월 22일, 기타아키타군의 다카스정·아이카와정·아니정와 합병해 기타아키타시가 되었다.

## 역사
전국시대에는 안도씨와 가사이씨(葛西氏)가 세력을 가지고 있었다.
- 1934년 12월 10일 - 아키타 내륙 종관 철도가 개통해 요나이자와역이 개통하였다.
- 1956년 9월 30일 - 요나이자와정, 마에다촌과 합병해 모리요시정이 되었다.
- 2005년 3월 22일 - 다카노스정, 아이카와정, 아니정과 합병해 기타아키타시가 되었다.

## 교통

### 공항
- 오다테 노시로 공항

### 철도
중심이 된 철도역: 요나이자와역
- 아키타 내륙 종관 철도 아키타 내륙선

### 도로
- 국도 105호선
- 국도 285호선